# 蒙古國佛教
蒙古族的佛教信仰來自於藏傳佛教的格魯派和噶舉派，但它具有鮮明的獨特特徵。目前佛教是蒙古国第一大宗教，有半数左右的蒙古国公民宣称信奉佛教。
蒙古历史上的佛教開始於元代（1260-1368）时蒙古皇帝皈依藏傳佛教。蒙古帝國崩潰後，四十四萬蒙古人回歸萨满教傳統，但藏傳佛教在16和17世紀重新出現，并一度占据统治地位。20世纪初蒙古在恢复独立的同时经历了苏维埃化和无神论推广，最终成为世俗国家，唯在现代蒙古社会中佛教仍有一定影响。

## 歷史

### 早期（首次傳入）

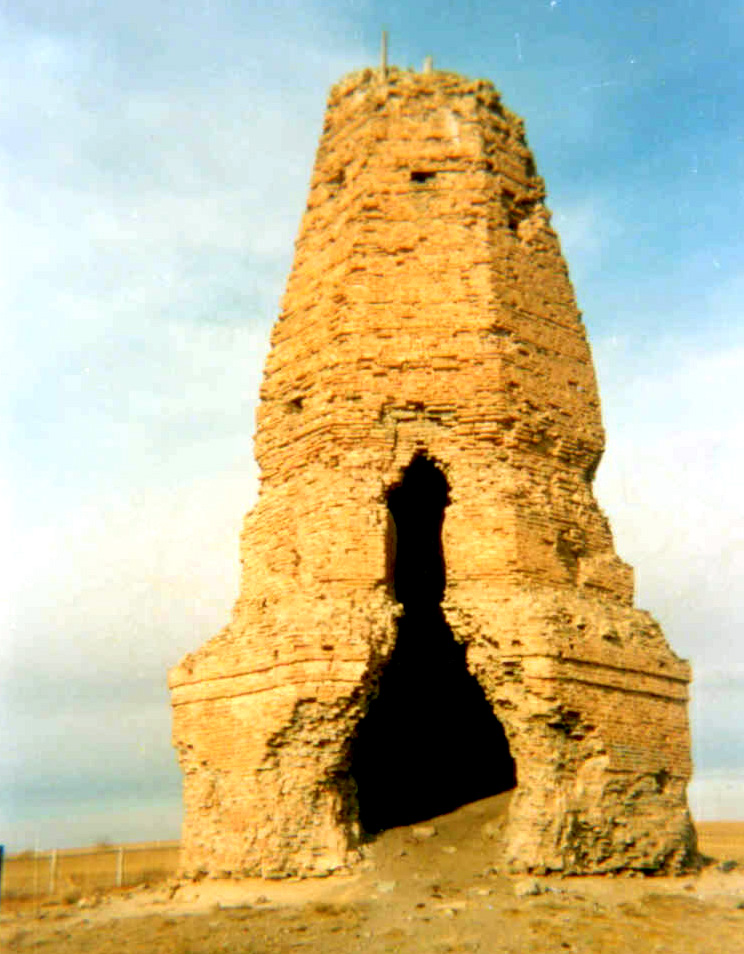
10世紀的辽代河董城佛塔残余，位于东方省巴尔斯浩特遗址

最早將佛教引入蒙古大草原的過程發生在游牧帝國誕生的早期。佛教從尼泊爾經中亞或內亞滲入蒙古高原。許多梵語的佛教術語都是通過粟特語採用的。
游牧帝國的統治者，如匈奴（公元前209年-公元93年），鮮卑（公元93年-公元234年），柔然（公元4世紀末-公元前世紀中葉）和突厥汗國（6世紀中葉）接受了佛教僧人傳教並為他們建造了寺廟。佛教在貴族中佔優勢，並受到拓跋鮮卑建立的北魏（公元386-534年）和契丹人建立的遼（公元907年-公元1125年）君主的支持。契丹貴族認為佛教是在契丹興起之前統治蒙古草原的回鶻汗國的文化。女真人建立的金（1115-1234）的君主也將佛教視為契丹文化的一部分。

### 蒙古帝國與元朝（二度傳入）
蒙古人在攻打西夏和吐蕃時初次接觸到佛教，13、14世紀元朝開國皇帝忽必烈汗（1260年至1294年，1271年建立了元朝）邀請薩迦派藏傳佛教的喇嘛八思巴將佛教傳播到他的帝國範圍內（佛教在蒙古人中的第二次引入）。元朝（1271-1368）的皇帝皈依藏傳佛教，藏傅佛教成為元的事實上的國教。1269年，忽必烈汗委託八思巴喇嘛設計一種新的書寫系統八思巴文，以統一多語言帝國的書寫系統。以藏文為基礎，從頂部垂直書寫，旨在用來書寫蒙古語，藏語，漢語，畏兀兒語和梵語，曾是帝國官方文字。
藏傳佛教寺院主義對蒙古佛教的早期發展產生了重要影響。蒙古人幫助藏人統一吐蕃。蒙古人的活動有利於薩迦派的傳播也有利於蒙藏文化的進一步發展。

### 16世紀（三度傳入）
蒙古帝國崩潰後，多數蒙古人回歸薩滿教傳統。
鄂爾多斯部的切盡黃台吉和他的兩個兄弟於1566年入侵藏區。他向西藏的一些執政的喇嘛發出最後通諜，要求他們屈服。西藏最高僧人決定投降，切盡黃台吉帶著三位高級僧侶回到鄂爾多斯。圖門汗於1576年邀請了噶舉派的僧人到蒙古。
1578年，漠南蒙古土默特部的领主俺答汗希望團結蒙古人在其麾下，並效仿忽必烈尊崇“政教二道”，他邀請了第三世達賴喇嘛，即格魯派崛起的領導人到青海湖會面。他們組成了一個聯盟，使俺答擁有合法性得以實現他的帝國主義，並為佛教提供了保護和贊助。俺答認為鎖南嘉措是八思巴的轉世，給了他達賴喇嘛的頭銜。鎖南嘉措也承認俺答是忽必烈的轉世，因此，增加俺答对他所宣称的“可汗”頭銜的合法性，以与正统蒙古可汗分庭抗礼，而鎖南嘉措獲得了他所尋求的至高無上的支持。自從這次會議以來，格魯派最高級活佛被稱為達賴喇嘛。
俺答不久去世，但是在下個世紀，格魯派在整個蒙古地區傳播，部分原因是蒙古各部爭相邀請僧人到部內傳教增加政治影響力。寺院建在蒙古各地，通常位於貿易和遷徙路線的交界處或夏季牧場，大量的牧民會聚集在一起進行薩滿祭祀儀式和犧牲。佛教僧侶與薩滿巫師進行了長期的鬥爭，並在某種程度上成功地接管了他們作為治療者和占卜者的職能和吸收一些他們的儀式，並將巫師推向了蒙古文化和宗教的邊緣（因僧侶禁止了傳統薩滿教宰牲血祭）。
在蒙古汗權衰弱、各部四分五裂之際，明代蒙古的各個封建領主利用喇嘛為自己的統治提供合法性，佛教和政權相互支持，活佛的轉世往往降生在蒙古貴族家庭，直到清朝時乾隆皇帝禁止這種做法為止。

### 清代蒙古
在後金對抗最後一位蒙古大汗林丹汗的戰爭中，天聰皇帝皇太極（1592-1643）開始贊助藏傳佛教以獲得蒙古人的支持。根據滿族歷史學家金啟孮的說法，清朝統治者使用黃教來控制蒙古人和藏人，這與清代普通的滿族沒什麼關係（后金时期滿人一般信薩滿教）。
滿族統治者與文殊菩薩之間的長期聯繫，以及他們對藏傳佛教的興趣，使乾隆皇帝對藏傳佛教藝術的贊助，以及對佛教經典翻譯的贊助得到了認可。由於蒙古人是達賴喇嘛和班禪喇嘛的追隨者，所以滿清皇帝興黃教所以安眾蒙古，這些行動帶來了政治利益，但“與皇帝的個人信仰無銜接”。
乾隆皇帝為破壞喀爾喀蒙古貴族的權力，當時他任命藏区東部理塘（在四川境内）的一個藏人伊什丹巴尼玛為第三世哲布尊丹巴呼圖克圖。而不是他們想要任命的喀爾喀蒙古人。該決定首先受到外蒙古喀爾喀貴族的抗議，然後喀爾喀人試圖讓他在多倫諾爾與他們保持距離。然而，乾隆怠慢了他們的兩個要求，並傳遞了他正在結束外蒙古自治的信息。清廷決定西藏成為哲布尊丹巴轉世的唯一地方，被認為是清朝意圖削減蒙古人權力的一種方式。

### 20世紀初神權政體

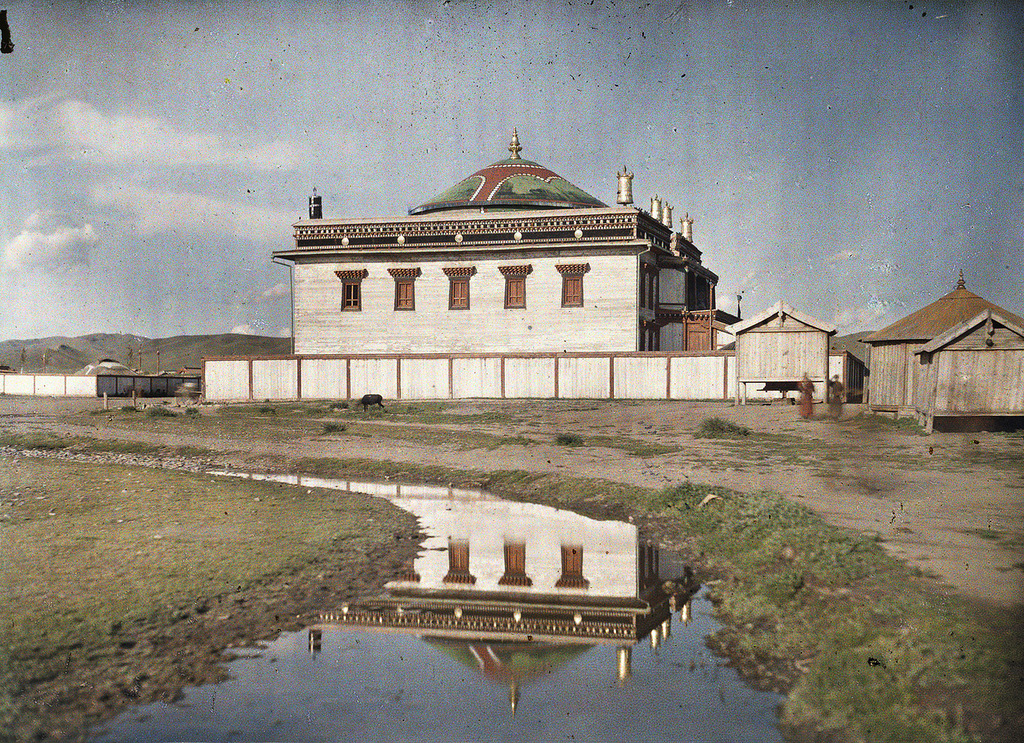
1913年大库伦（今乌兰巴托）的一所佛教寺庙

到二十世紀初，外蒙古有583座寺廟建築群，估計佔該國財富的20％。幾乎所有蒙古城市都不斷有寺院興建。如烏蘭巴托，是蒙古最大的活佛哲布尊丹巴呼圖克圖的駐地。那裡有兩座修道院，分別有大約13,000和7000名僧侶。而外國人士稱之為“Urga”，得名於其革命前名稱意為“大修道院”。
幾個世紀以來，隨著蒙古貴族的財富和權力的下降，修道院獲得了財富和世俗的家屬，逐漸增加了他們的財富和權力。一些貴族捐贈了他們一部分的受撫養家庭 - 因人民不是土地，是古老的蒙古寺院的財富和權力的基礎。一些牧民奉獻自己和他們的家人為寺院服務，在一些地區，寺院和他們的活佛（1924年共有140人）也是世俗管理人。在20世紀20年代，大約有110,000名僧侶包括兒童，佔男性人口的三分之一，儘管其中許多人住在寺院外，並沒有遵守他們的誓言。約有25萬人，佔總人口的三分之一以上，或者居住在寺院和活佛所管轄的地區，或者是寺院的家屬。
隨著1911年滿清統治的結束，佛教及其僧侶提供了唯一的政治結構。因此，博克多汗國和「自治時期」採取了由大庫倫的哲布尊丹巴呼圖克圖領導的弱集權神權政體的形式。
到了二十世紀，佛教深深地滲透到蒙古文化中，民眾心甘情願地支持喇嘛和寺院。外國觀察家通常對蒙古僧侶持否定態度，譴責他們懶惰，無知，腐敗和墮落，但蒙古人民並不贊同。
在蒙古的一些地區，寺院是唯一的定居中心，具有行政和司法職能，工匠和貿易中心聚集在它們周圍。
佛教融入蒙古傳統文化是如此深刻，以至於被視為藏蒙文明形成的因素之一。

### 蒙古人民共和國
1921年蒙古革命後，虽然共产党人开始清理旧的封建贵族和喇嘛，宗教也被排除在政治之外。但在蒙古人民革命黨掌權之初，決心使他們的國家現代化並改革其社會時，他們面對的是一個大規模的教會結構，其中包括大部分人口，壟斷教育和醫療服務，在該國的一部分地區實行司法，並控制了大量的國家財富。
此外，佛教僧團對改革自己或使國家現代化沒有興趣。其結果是一場曠日持久的政治鬥爭，吸引了該黨及其蘇聯顧問近20年的精力和注意力。直到1934年，該黨統計了843個主要的佛教中心，大約3000個不同大小的寺廟，以及近6000個相關建築物，這些建築物通常是蒙古草原中唯一的固定建築物。寺院的年收入為3100萬图格里克，而国家的收入為3750萬图格里克。一名政黨消息人士稱，1935年，僧侶佔成年男性人口的48％。
在1932年一場由僧侶領導的戰役後，政府逐步将佛教的影响力从社会中清除，开始对寺庙收稅，禁止喇嘛教育孩子、招募新僧侶或尋找轉世活佛。
在20世紀20年代，有超過112,000名蒙古佛教僧侶，佔蒙古總人口的13％以上。而到了20世紀40年代，除了强制还俗之外，剩余的所有僧人几乎都被殺死。1938年，蒙古人民共和国政府指責喇嘛和寺院試圖與推動泛蒙古傀儡國家的日本人勾结，随后剩下的寺院被解散，他們的財產被没收，僧侶全部还俗，进行反抗的则被拘留或被處決。那些尚未被摧毀的寺院建築被接管為當地政府辦公室或學校。執政黨蒙古人民革命党自1921年以來逐漸建立了一支政治上可靠的干部队伍，他们接受世俗教育使其能夠摧毀喇嘛阶层，動員國家的財富和人口，實現其現代化和社會變革方案。
自20世紀40年代後期以來，蒙古政府允許一個擁有100名僧侶的甘丹寺在烏蘭巴托運行。它是該國唯一仍運作的寺院，更多的是國際展示而不是宗教修持。一些古老的寺院作為博物館倖存下來，甘丹寺作為生活博物館和旅遊景點。它的僧侶包括一些經歷了五年訓練期的年輕人，但西方觀察者不知道他們的選擇動機和模式。可能是因為歷史上藏傳佛教在蒙古傳統藝術和文化的影響如此重要，對宗教及其實踐的徹底破壞將削減蒙古人對其歷史的了解，不利於他們的民族認同，並且該黨顯然認為佛教不再對其統治地位提出挑戰。一些年邁的前僧侶被雇用來翻譯傳統藏藥使用的藏語手冊，政府發言人形容甘丹寺的僧侶做了有用的工作。
此外，佛教通過將蒙古與東亞和東南亞的共產主義國家和非共產主義國家聯繫起來，在蒙古的外交政策中發揮了作用。烏蘭巴托是亞洲佛教和平會議的總部，該會議為來自日本，越南，柬埔寨，斯里蘭卡和不丹等國的佛教徒舉行會議；出版了國際發行期刊; 並與基督教和平會議，蘇聯亞非團結委員會和俄羅斯正教會等團體保持聯繫。它贊助了達賴喇嘛在1979年和1982年對蒙古的訪問。該組織由當時的甘丹寺住持領導，推進了與蒙古政府和與蘇聯一致的政策目標。

### 當代
在1990年蒙古放弃共产主义之後，佛教在這個國家重新出現，現在有大約200座寺廟和300至500名蒙古僧伽。根據加州大學聖巴巴拉分校宗教研究教授維爾納·華萊士的說法：“現在更多的人來到寺廟和參觀修道院。公眾對冥想也有了新的興趣。”不过社会整体上是世俗的，基督教和其他宗教的引入也对蒙古的佛教产生了冲击。
根據2010年的全國人口普查，53％的蒙古人認定為佛教徒。2020年的蒙古国人口普查中，52%的蒙古公民认定为佛教徒。

## 外部來源
- 金启孮. . 中华书局. 2009: 95  [2019-06-24]. ISBN 978-7-101-06856-6. （原始内容存档于2019-07-21）.
- Michael Jerryson, Mongolian Buddhism: The Rise and Fall of the Sangha, (Chiang Mai: Silkworm Books, 2007), p. 12, 90.